# Settimana Internazionale di Coppi e Bartali 2019
La Settimana Internazionale di Coppi e Bartali 2019, trentaquattresima edizione della corsa e ventunesima con questa denominazione, valevole come evento del circuito UCI Europe Tour 2019 categoria 2.1 e della Ciclismo Cup 2019, si svolse dal 27 al 31 marzo 2019 su un percorso totale di 742,1 km, con partenza da Gatteo e arrivo a Sassuolo. La vittoria fu appannaggio dell'australiano Lucas Hamilton, che completò il percorso in 17h57'33", alla media di 41,318 km/h, precedendo i connazionali Damien Howson e Nick Schultz.
Sul traguardo di Sassuolo 123 ciclisti, su 171 partiti da Gatteo, portarono a termine la competizione.

## Tappe
| Tappa  | Data     | Percorso                                 | km    | Vincitore di tappa | Leader cl. generale |
| ------ | -------- | ---------------------------------------- | ----- | ------------------ | ------------------- |
| 1ª-1ª  | 27 marzo | Gatteo > Gatteo                          | 97,8  | Emīls Liepiņš      | Emīls Liepiņš       |
| 1ª-2ª  | 27 marzo | Gatteo a Mare > Gatteo (cron. a squadre) | 13,3  | Mitchelton-Scott   | Robert Stannard     |
| 2ª     | 28 marzo | Riccione > Sogliano al Rubicone          | 140   | Mikel Landa        | Lucas Hamilton      |
| 3ª     | 29 marzo | Forlì > Forlì                            | 166,2 | Simone Velasco     | Lucas Hamilton      |
| 4ª     | 30 marzo | Crevalcore > Crevalcore                  | 171,4 | Ludovic Robeet     | Lucas Hamilton      |
| 5ª     | 31 marzo | Fiorano Modenese > Sassuolo              | 153,4 | Mauro Finetto      | Lucas Hamilton      |
| Totale | Totale   | Totale                                   | 742,1 |                    |                     |

## Squadre e corridori partecipanti
| N.      | Cod. | Squadra                       |
| ------- | ---- | ----------------------------- |
| 1-7     | SKY  | Team Sky                      |
| 11-17   | ITA  | Italia                        |
| 21-27   | MTS  | Mitchelton-Scott              |
| 31-37   | EF1  | EF Education First            |
| 41-47   | MOV  | Movistar Team                 |
| 51-57   | WVA  | Wallonie Bruxelles            |
| 61-67   | CJR  | Caja Rural-Seguros RGA        |
| 71-77   | PCB  | Team Arkéa-Samsic             |
| 81-87   | BRD  | Bardiani CSF                  |
| 91-97   | ANS  | Androni Giocattoli-Sidermec   |
| 101-107 | ICA  | Israel Cycling Academy        |
| 111-117 | RIW  | Riwal Readynez Cycling Team   |
| 121-127 | NSK  | Neri Sottoli Selle Italia KTM |

| N.      | Cod. | Squadra                            |
| ------- | ---- | ---------------------------------- |
| 131-137 | HBA  | Hagens Berman Axeon                |
| 141-147 | NIP  | Nippo-Vini Fantini-Faizanè         |
| 151-157 | DDC  | Dimension Data-Qhubeka             |
| 161-167 | GAZ  | Gazprom-RusVelo                    |
| 171-177 | CBS  | Coldeportes Bicicletas Strongman   |
| 181-187 | CDT  | CCC Development Team               |
| 191-197 | BIC  | Biesse Carrera                     |
| 201-207 | SAN  | Sangemini-Trevigiani-MG.K Vis      |
| 211-217 | BHP  | BeltramiTSA Hopplà Petroli Firenze |
| 221-227 | CPK  | Team Colpack                       |
| 231-237 | AMO  | Amore & Vita-Prodir                |
| 241-247 | GTV  | Giotti Victoria-Palomar            |

## Dettagli delle tappe

### 1ª tappa - 1ª semitappa
- 27 marzo: Gatteo > Gatteo – 97,8 km

Risultati
| Pos. | Corridore            | Squadra  | Tempo    |
| ---- | -------------------- | -------- | -------- |
| 1    | Emīls Liepiņš        | Wallonie | 2h17'27" |
| 2    | Riccardo Stacchiotti | Giotti   | s.t.     |
| 3    | Manuel Belletti      | Androni  | s.t.     |

| Pos. | Corridore            | Squadra  | Tempo    |
| ---- | -------------------- | -------- | -------- |
| 1    | Emīls Liepiņš        | Wallonie | 2h17'21" |
| 2    | Riccardo Stacchiotti | Giotti   | a 2"     |
| 3    | Manuel Belletti      | Androni  | a 4"     |

### 1ª tappa - 2ª semitappa
- 27 marzo: Gatteo a Mare > Gatteo – Cronometro a squadre – 13,3 km

Risultati
| Pos. | Squadra          | Tempo  |
| ---- | ---------------- | ------ |
| 1    | Mitchelton-Scott | 14'17" |
| 2    | Team Sky         | a 10"  |
| 3    | Gazprom-RusVelo  | a 21"  |

| Pos. | Corridore       | Squadra    | Tempo    |
| ---- | --------------- | ---------- | -------- |
| 1    | Robert Stannard | Mitchelton | 2h31'44" |
| 2    | Damien Howson   | Mitchelton | s.t.     |
| 3    | Lucas Hamilton  | Mitchelton | s.t.     |

### 2ª tappa
- 28 marzo: Riccione > Sogliano al Rubicone – 140,0 km

Risultati
| Pos. | Corridore      | Squadra    | Tempo    |
| ---- | -------------- | ---------- | -------- |
| 1    | Mikel Landa    | Movistar   | 3h51'54" |
| 2    | Lucas Hamilton | Mitchelton | a 1"     |
| 3    | Alexander Kamp | Riwal      | a 11"    |

| Pos. | Corridore      | Squadra    | Tempo    |
| ---- | -------------- | ---------- | -------- |
| 1    | Lucas Hamilton | Mitchelton | 6h23'33" |
| 2    | Damien Howson  | Mitchelton | a 16"    |
| 3    | Nick Schultz   | Mitchelton | s.t.     |

### 3ª tappa
- 29 marzo: Forlì > Forlì – 166,2 km

Risultati
| Pos. | Corridore         | Squadra      | Tempo    |
| ---- | ----------------- | ------------ | -------- |
| 1    | Simone Velasco    | Neri Sottoli | 4h01'50" |
| 2    | Francesco Gavazzi | Androni      | s.t.     |
| 3    | Alexander Kamp    | Riwal        | s.t.     |

| Pos. | Corridore      | Squadra    | Tempo     |
| ---- | -------------- | ---------- | --------- |
| 1    | Lucas Hamilton | Mitchelton | 10h25'23" |
| 2    | Damien Howson  | Mitchelton | a 16"     |
| 3    | Nick Schultz   | Mitchelton | s.t.      |

### 4ª tappa
- 30 marzo: Crevalcore > Crevalcore – 171,4 km

Risultati
| Pos. | Corridore      | Squadra  | Tempo    |
| ---- | -------------- | -------- | -------- |
| 1    | Ludovic Robeet | Wallonie | 3h43'34" |
| 2    | Mikkel Bjerg   | Hagens   | a 1"     |
| 3    | Jacopo Mosca   | Italia   | s.t.     |

| Pos. | Corridore      | Squadra    | Tempo     |
| ---- | -------------- | ---------- | --------- |
| 1    | Lucas Hamilton | Mitchelton | 14h09'28" |
| 2    | Damien Howson  | Mitchelton | a 16"     |
| 3    | Nick Schultz   | Mitchelton | s.t.      |

### 5ª tappa
- 31 marzo: Fiorano Modenese > Sassuolo – 153,4 km

Risultati
| Pos. | Corridore      | Squadra      | Tempo    |
| ---- | -------------- | ------------ | -------- |
| 1    | Mauro Finetto  | Italia       | 3h48'02" |
| 2    | Davide Gabburo | Neri Sottoli | a 3"     |
| 3    | Damien Howson  | Mitchelton   | s.t.     |

| Pos. | Corridore      | Squadra    | Tempo     |
| ---- | -------------- | ---------- | --------- |
| 1    | Lucas Hamilton | Mitchelton | 17h57'33" |
| 2    | Damien Howson  | Mitchelton | a 12"     |
| 3    | Nick Schultz   | Mitchelton | a 16"     |

## Evoluzione delle classifiche
| Tappa              | Vincitore          | Classifica generale Maglia bianca | Classifica scalatori Maglia verde | Classifica a punti Maglia rossa | Classifica giovani Maglia arancione | Classifica a squadre       |
| ------------------ | ------------------ | --------------------------------- | --------------------------------- | ------------------------------- | ----------------------------------- | -------------------------- |
| 1ª-1ª              | Emīls Liepiņš      | Emīls Liepiņš                     | Daniel Crista                     | Emīls Liepiņš                   | Robert Stannard                     | Nippo-Vini Fantini-Faizanè |
| 1ª-2ª              | Mitchelton-Scott   | Robert Stannard                   | Daniel Crista                     | Emīls Liepiņš                   | Robert Stannard                     | Mitchelton-Scott           |
| 2ª                 | Mikel Landa        | Lucas Hamilton                    | Giovanni Visconti                 | Alexander Kamp                  | Lucas Hamilton                      | Mitchelton-Scott           |
| 3ª                 | Simone Velasco     | Lucas Hamilton                    | Giovanni Visconti                 | Alexander Kamp                  | Lucas Hamilton                      | Mitchelton-Scott           |
| 4ª                 | Ludovic Robeet     | Lucas Hamilton                    | Giovanni Visconti                 | Alexander Kamp                  | Lucas Hamilton                      | Mitchelton-Scott           |
| 5ª                 | Mauro Finetto      | Lucas Hamilton                    | Giovanni Visconti                 | Alexander Kamp                  | Lucas Hamilton                      | Mitchelton-Scott           |
| Classifiche finali | Classifiche finali | Lucas Hamilton                    | Giovanni Visconti                 | Alexander Kamp                  | Lucas Hamilton                      | Mitchelton-Scott           |

## Classifiche finali

### Classifica generale - Maglia bianca
| Pos. | Corridore        | Squadra      | Tempo     |
| ---- | ---------------- | ------------ | --------- |
| 1    | Lucas Hamilton   | Mitchelton   | 17h57'33" |
| 2    | Damien Howson    | Mitchelton   | a 12"     |
| 3    | Nick Schultz     | Mitchelton   | a 16"     |
| 4    | Mikel Landa      | Movistar     | a 22"     |
| 5    | David de la Cruz | Sky          | a 26"     |
| 6    | Dylan van Baarle | Sky          | s.t.      |
| 7    | Evgenij Šalunov  | Gazprom      | a 37"     |
| 8    | Aleksandr Vlasov | Gazprom      | s.t.      |
| 9    | Davide Gabburo   | Neri Sottoli | a 39"     |
| 10   | Matteo Montaguti | Androni      | a 42"     |

### Classifica scalatori - Maglia verde
| Pos. | Corridore         | Squadra      | Punti |
| ---- | ----------------- | ------------ | ----- |
| 1    | Giovanni Visconti | Neri Sottoli | 37    |
| 2    | Enrico Barbin     | Bardiani     | 26    |
| 3    | Nick Schultz      | Mitchelton   | 12    |
| 4    | Daniel Crista     | Giotti       | 10    |
| 5    | Óscar Quiroz      | Coldeportes  | 9     |

### Classifica a punti - Maglia rossa
| Pos. | Corridore      | Squadra      | Punti |
| ---- | -------------- | ------------ | ----- |
| 1    | Alexander Kamp | Riwal        | 17    |
| 2    | Mauro Finetto  | Italia       | 14    |
| 3    | Simone Velasco | Neri Sottoli | 14    |
| 4    | Mikel Landa    | Movistar     | 10    |
| 5    | Ludovic Robeet | Wallonie     | 10    |

### Classifica giovani - Maglia arancione
| Pos. | Corridore          | Squadra     | Tempo     |
| ---- | ------------------ | ----------- | --------- |
| 1    | Lucas Hamilton     | Mitchelton  | 17h57'33" |
| 2    | Aleksandr Vlasov   | Gazprom     | a 37"     |
| 3    | Miguel Flórez      | Androni     | a 1'34"   |
| 4    | Jonathan Cañaveral | Coldeportes | a 2'06"   |
| 5    | Kevin Vermaerke    | Hagens      | a 3'28"   |

### Classifica a squadre
| Pos. | Squadra                       | Tempo     |
| ---- | ----------------------------- | --------- |
| 1    | Mitchelton-Scott              | 53h24'43" |
| 2    | Movistar Team                 | a 26"     |
| 3    | Androni Giocattoli-Sidermec   | a 36"     |
| 4    | Neri Sottoli-Selle Italia-KTM | a 51"     |
| 5    | Team Sky                      | a 1'10"   |